# Love Kills
Love Kills – piosenka Freddiego Mercury’ego z 1984 roku. Frontman brytyjskiej grupy Queen napisał ten utwór z myślą o przygotowywanym wówczas albumie zespołu, The Works (1984), jednak ostatecznie się na nim nie znalazł.
Utwór dostępny jest w wielu aranżacjach, m.in. w rockowej, dyskotekowej czy instrumentalnej. W sumie wydawano go już siedmiokrotnie: wraz ze zrekonstruowanym przez Giorgio Morodera filmem Metropolis, jako singiel, a także na składankach solowych Mercury’ego. Piosenkę wydano w 2006 roku na wydanym z okazji 60. rocznicy urodzin artysty podwójnym albumie The Very Best Of Freddie Mercury Solo w sześciu różnych wersjach (w większości będących remiksami).
Do utworu nakręcono teledysk złożony z fragmentów filmu Metropolis (podobnie jak w teledysku Queen, „Radio Ga Ga”).
Na liście przebojów Programu Trzeciego Polskiego Radia ostatnia wersja z 2006 roku zadebiutowała 1 grudnia 2006, spędzając na niej 10 tygodni i dochodząc do 15. pozycji.
W 2014 roku utwór ten w zmienionej aranżacji znalazł się na albumie Queen Forever.